# Divisópolis

Divisópolis este un oraș în Minas Gerais (MG), Brazilia.